# Gareth McKee
Pour les articles homonymes, voir McKee.
Gareth McKee, né le 11 juin 1988 à Belfast, est un coureur cycliste irlandais.

## Biographie
Gareth McKee commence le cyclisme durant sa jeunesse après avoir assisté à une course près de Newcastle, en tant que spectateur. Au début de sa carrière, il se consacre au VTT de descente. Il bascule ensuite vers le cross-country. Actif au niveau national, son palmarès comprend plusieurs titres de champion national,. Il a également représenté son pays dans diverses éditions des championnats du monde.
En parallèle du VTT, il participe occasionnellement à des compétitions sur route. Au printemps 2015, il remporte l'étape inaugurale du Tour of the North. Il termine par ailleurs troisième du championnat d'Irlande du critérium en 2016. 

## Palmarès en VTT
- 2013
  - 2e du championnat d'Irlande de cross-country
- 2015
  -  Champion d'Irlande de cross-country
  -  Champion d'Irlande de cross-country marathon
- 2016
  -  Champion d'Irlande de cross-country
- 2017
  -  Champion d'Irlande de cross-country marathon
- 2018
  -  Champion d'Irlande de cross-country
- 2019
  - 3e du championnat d'Irlande de cross-country

## Palmarès sur route
- 2015
  - 1re étape du Tour of the North
- 2016
  - 3e du championnat d'Irlande du critérium